# إبراهيم الكوفحي
إبراهيم الكوفحي (ولد 1386 هـ / 1967 م) باحث وناقد أردُنِّي، وأديب شاعر وأستاذ جامعي، جمع بين العمل العلمي التخصُّصي، والإبداع الفني الشعري. له مؤلفات ودراسات أدبية ونقدية، ومقالات وأشعار في عدد من الصُّحف والمجلات. وهو عميد كلية الآداب والعلوم في جامعة العلوم الإسلامية العالمية بعمَّان، وعضو رابطة الأدب الإسلامي العالمية.

## ولادته وتحصيله
ولد إبراهيم بن محمد بن محمود الكوفحي في إربد، في 20 ذي القعدة 1386هـ الموافق أول مارس (آذار) 1967م. أكمل دراسته الأولية والثانوية فيها عام 1985، ثم حصل على الإجازة (بكالوريوس) في اللغة العربية وآدابها من جامعة اليرموك عام 1989.
تابع دراسته العليا فنال شهادة (ماجستير) في الأدب والنقد الحديث من جامعة اليرموك عام 1992، عن رسالة بعنوان "جهود الرافعي النقدية" بإشراف الدكتور خليل الشيخ. ثم شهادة (دكتوراه) في الأدب والنقد الحديث من الجامعة الأردنية في عمَّان عام 1998، عن أطروحته "محمود محمد شاكر الأديب الناقد" بإشراف الدكتور إبراهيم السعافين.

## عمله ووظائفه
بدأ حياته العملية مدرِّسًا في كلية الطفيلة للمِهَن الهندسية بين عامي 1992 و1995، ثم كاتبًا في مديرية شؤون مجلس التعليم العالي بوِزارة التعليم العالي والبحث العلمي بين عامي 1995 و1996. ثم تولَّى التدريس في قسم اللغة العربية بالجامعة الهاشمية في الزرقاء، مدة إحدى عشرة سنة من عام 1996 إلى 2007، وعُيِّن نائبًا لعميد كلية الآداب فيها عامًا واحدًا.
سافر إلى السعودية للعمل أستاذًا مشاركًا في قسم الأدب بكلية اللغة العربية في جامعة أم القرى بمكة المكرَّمة من عام 2008 إلى 2012. ثم عاد إلى الجامعة الأردنية بعمَّان، أستاذًا في قسم اللغة العربية وآدابها، بكلية الآداب فيها، منذ 2013 حتى الآن. وعُيِّن رئيسًا للقسم بين عام 2018 و2019، ثم نائبًا لعميد كلية الآداب لشؤون الدراسات العليا والبحث العلمي، من عام 2019 إلى 2021.
وبتاريخ 25 من فبراير (شُباط) 2024 حصل على إجازة تفرُّغ علمي، فتولَّى عِمادة كلية الآداب والعلوم في جامعة العلوم الإسلامية العالمية بعمَّان.
أشرف الكوفحي على عدد من رسائل الماجستير والدكتوراه، في الجامعات التي عمل فيها، وشارك في مناقشة عدد آخرَ من الرسائل العلمية في الجامعات الأردنية والعربية.

## العضوية
1. عضو رابطة الكتَّاب الأردنيين.
2. عضو جمعية النقاد الأردنيين.
3. عضو رابطة الأدب الإسلامي العالمية.
4. عضو جمعية المحافظة على قواعد الخط العربي والفنون الزخرفية.
5. عضو المجلس الدولي للُّغة العربية بلبنان.[6]

## مؤلفاته وآثاره

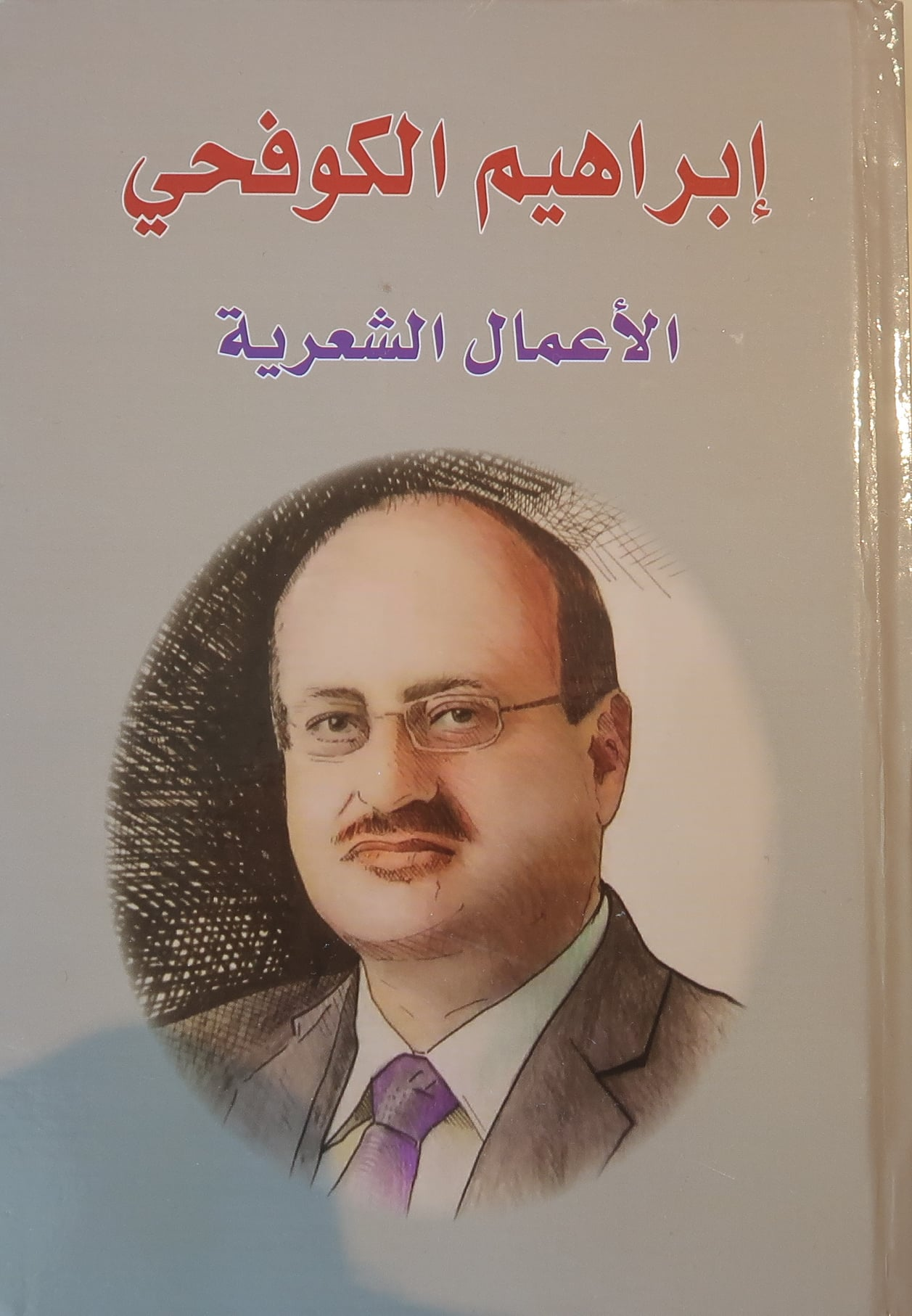

### المؤلفات
1. مصطفى صادق الرافعي: الناقد والموقف، 1997.
2. محمود محمد شاكر: سيرته الأدبية ومنهجه النقدي، 2000.
3. المحدِّث شعيب الأرنؤوط: جوانب من سيرته وجهوده في تحقيق التراث، 2002.
4. شعر عبد المنعم الرفاعي، جمع وتحقيق، 2003.
5. مرايا وظلال: قراءات ومراجعات نقدية، 2005.
6. من شهداء الكرامة: سلطان محمود الكوفحي، 2005.
7. خواطر الرافعي في تفسير القرآن وإعجازه، جمع وتحقيق، 2006.
8. محنة المبدع: دراسات في صياغة اللغة الشعرية، 2006.
9. ديوان إربد الشعري، 2007.
10. معجم أدباء إربد: الشعراء، 2008.
11. شعر محمد جمال عَمرو للأطفال: محاور المضمون وظواهر التشكيل الفني، 2013.
12. قراءة في شعر عبد الرحمن بارود، 2014.
13. أدب الطفل والناشئة: قراءة في نماذجَ من القصة والرواية، 2020.
14. صادق خريوش: حياته وشعره، 2020.
15. تحدِّي الإعاقة الجسدية في نماذجَ من قصص الأطفال، 2021.
16. قراءات نقدية في أدب الطفل والناشئة، 2024.
17. في الشعر والشعراء والنقد والتحقيق، 2024.[5]

### الشعر
1. تحت شجرة التوت (شعر للأطفال)، 2008.

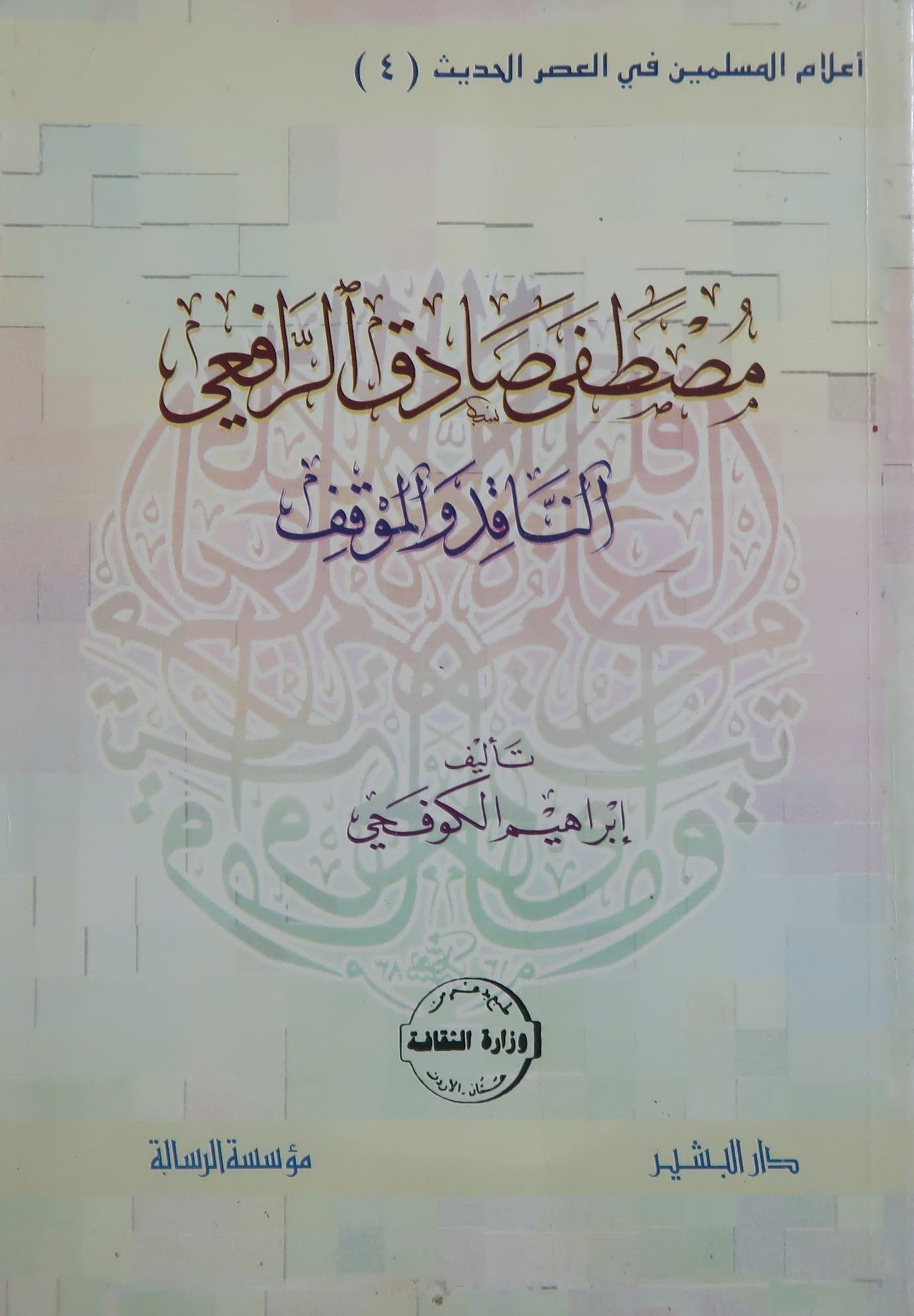
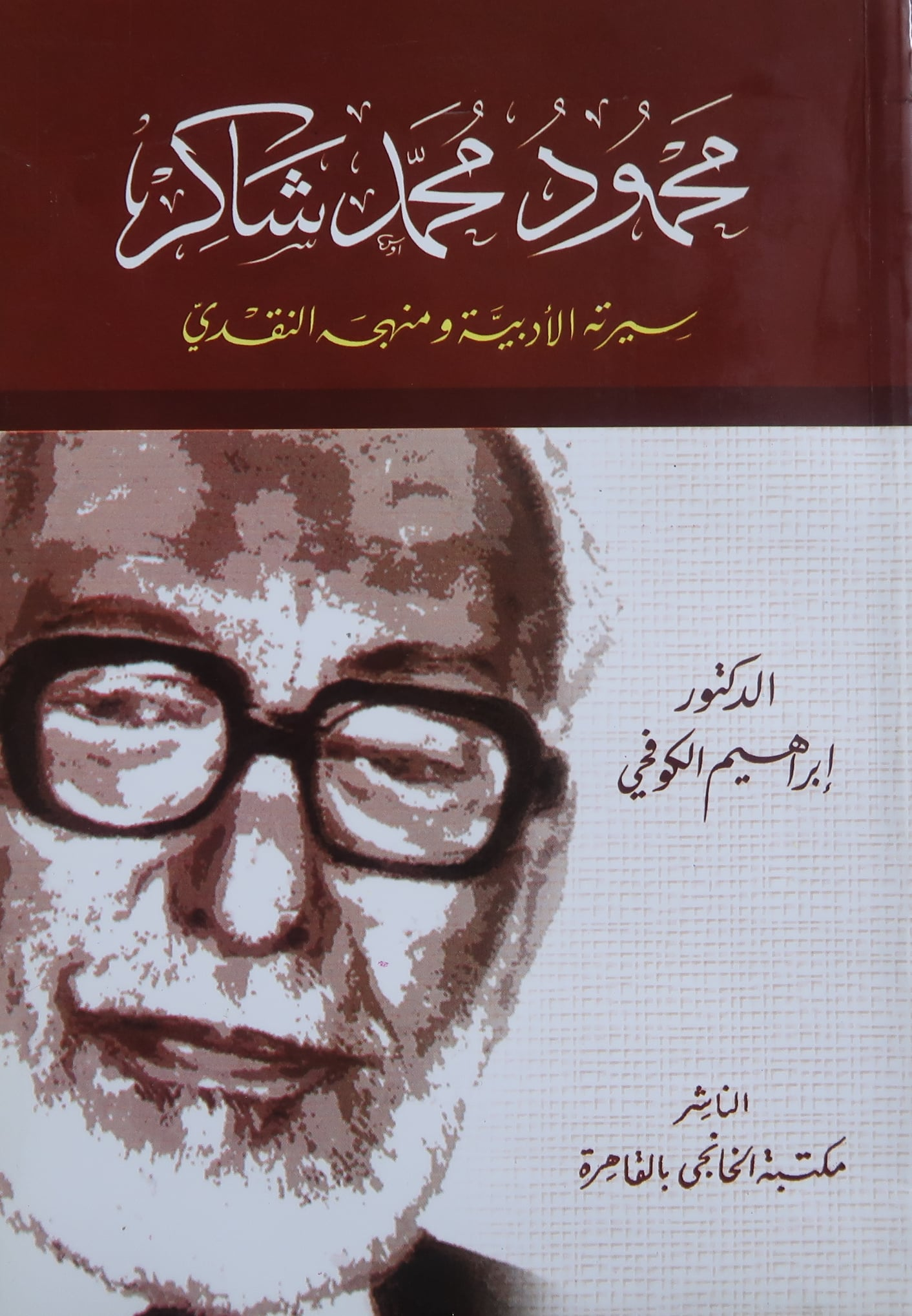
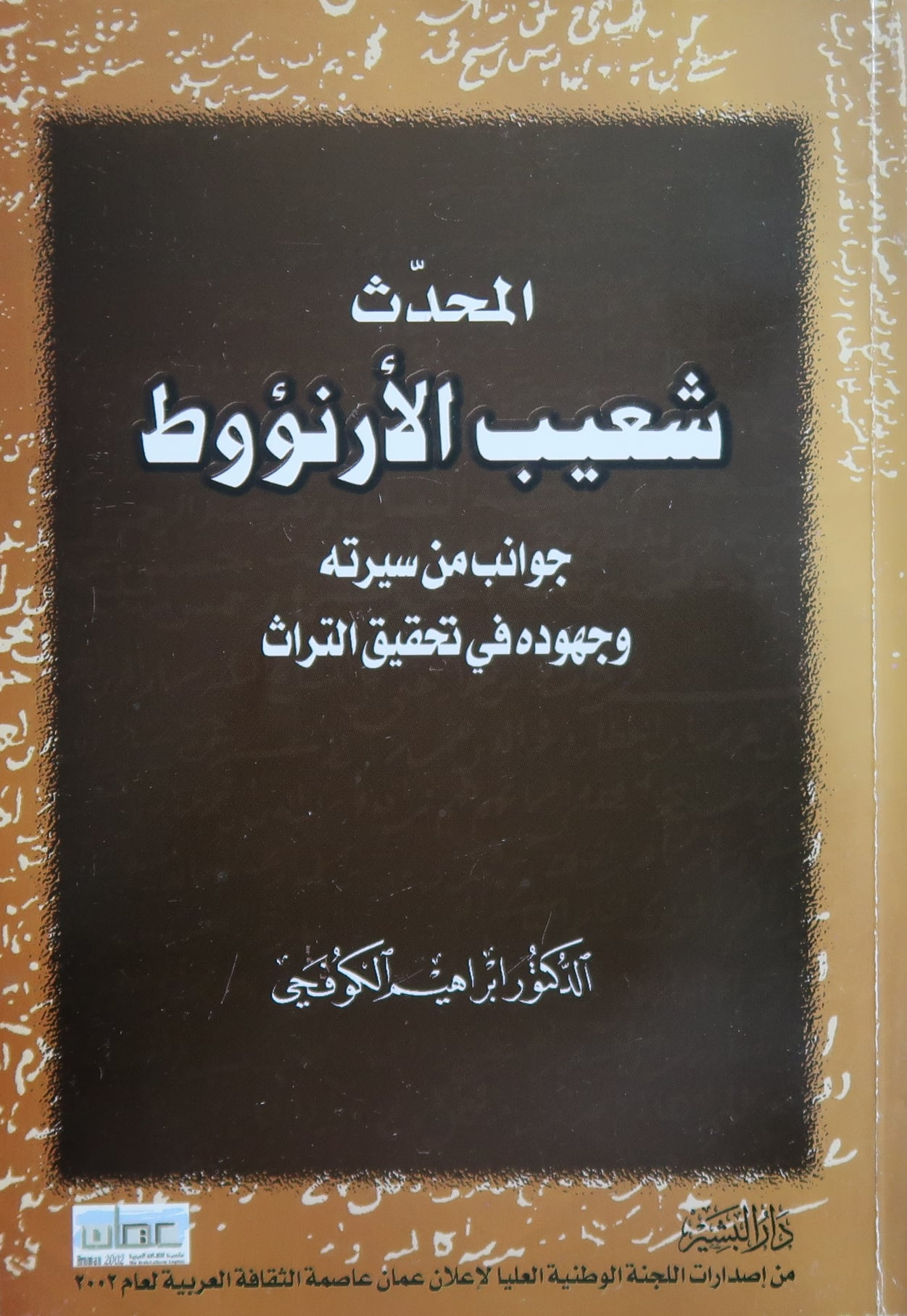
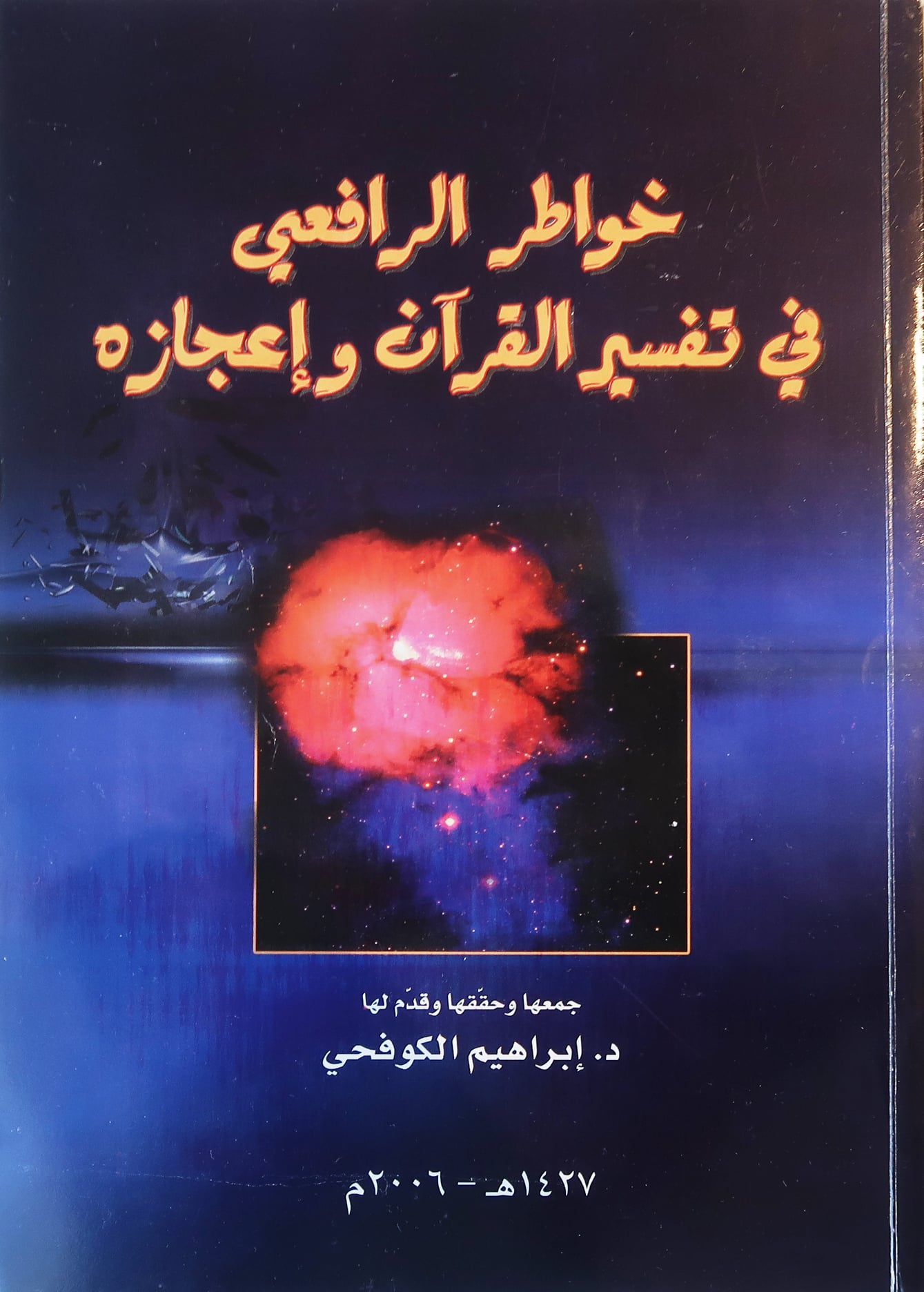
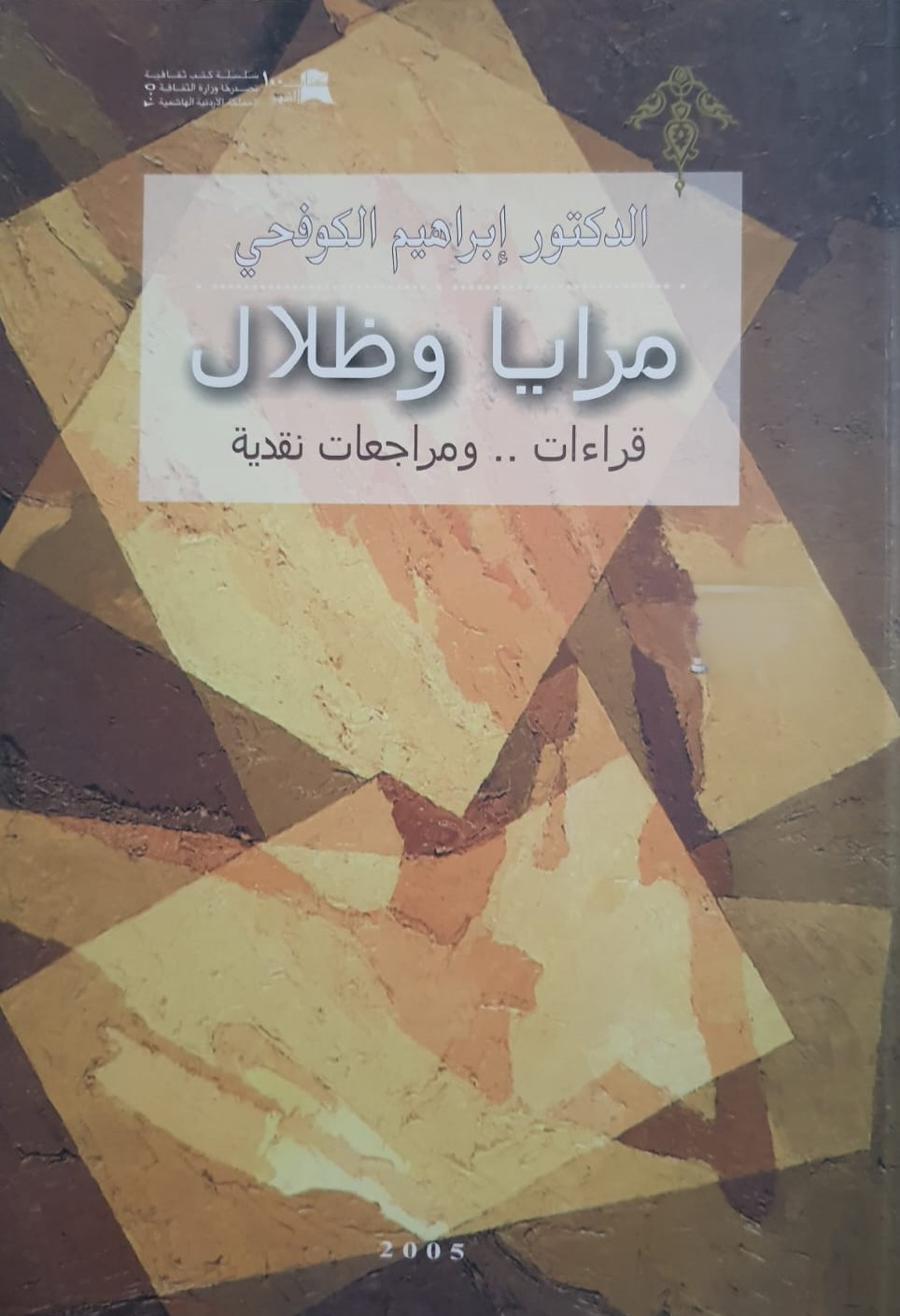
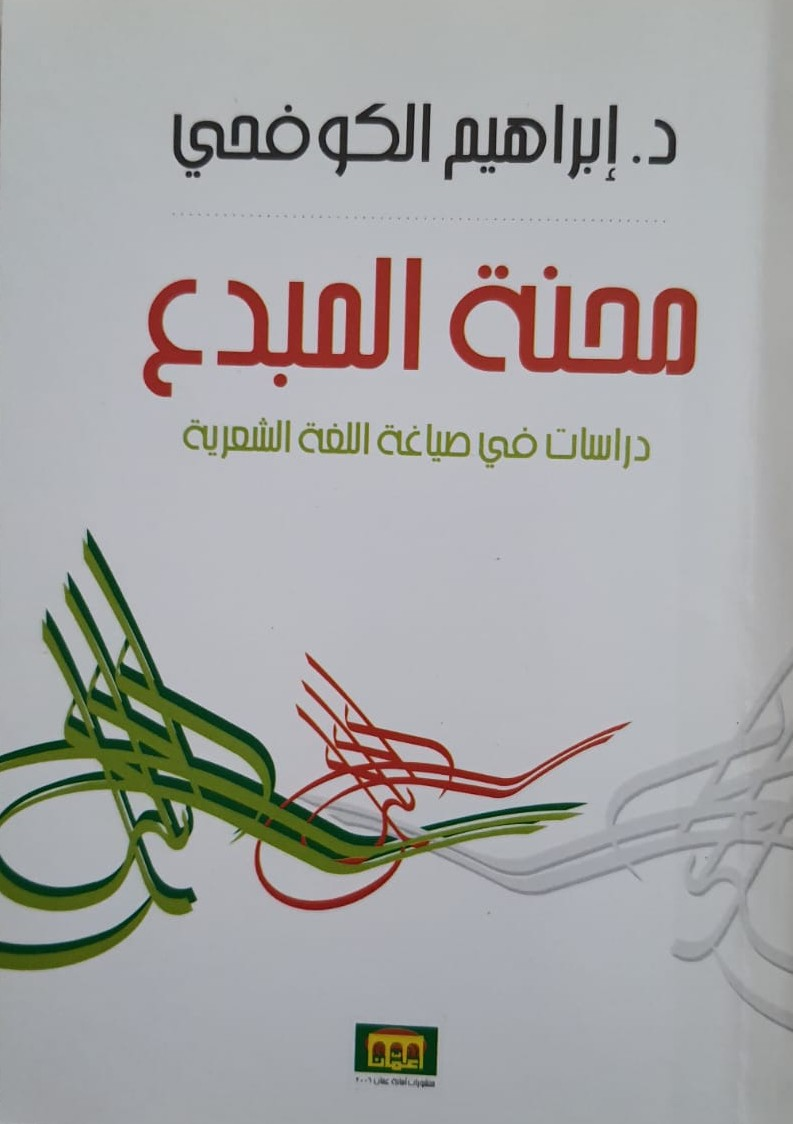
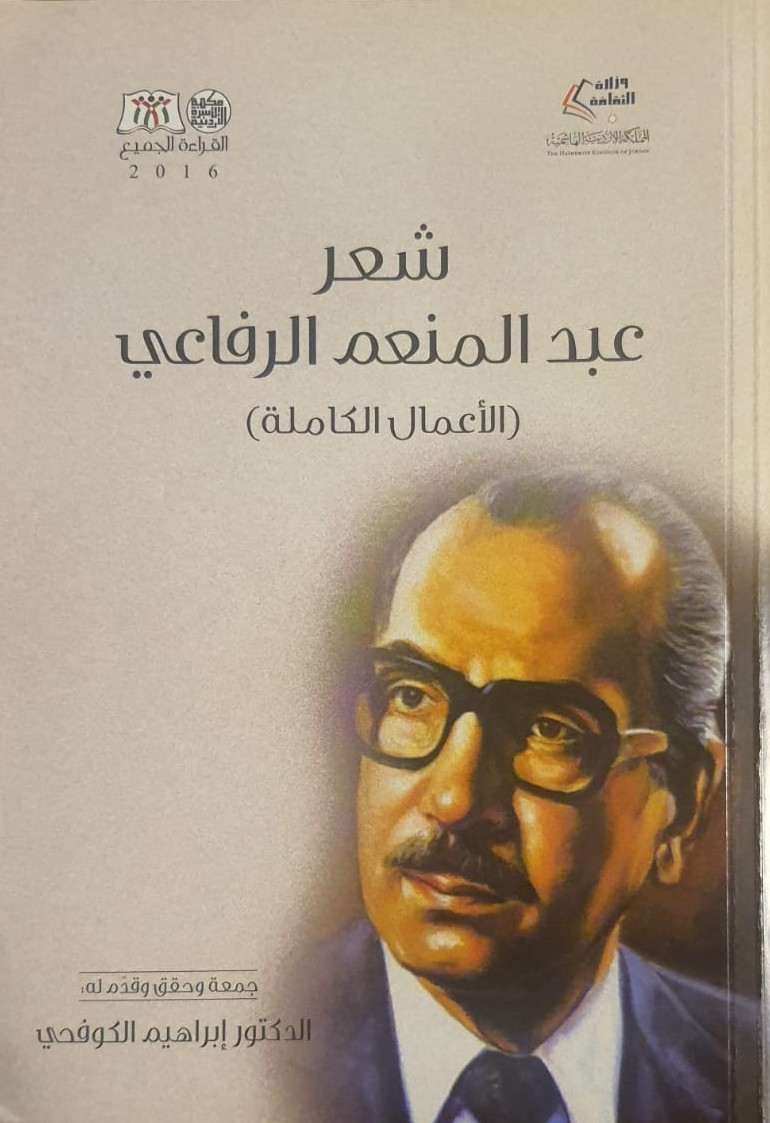
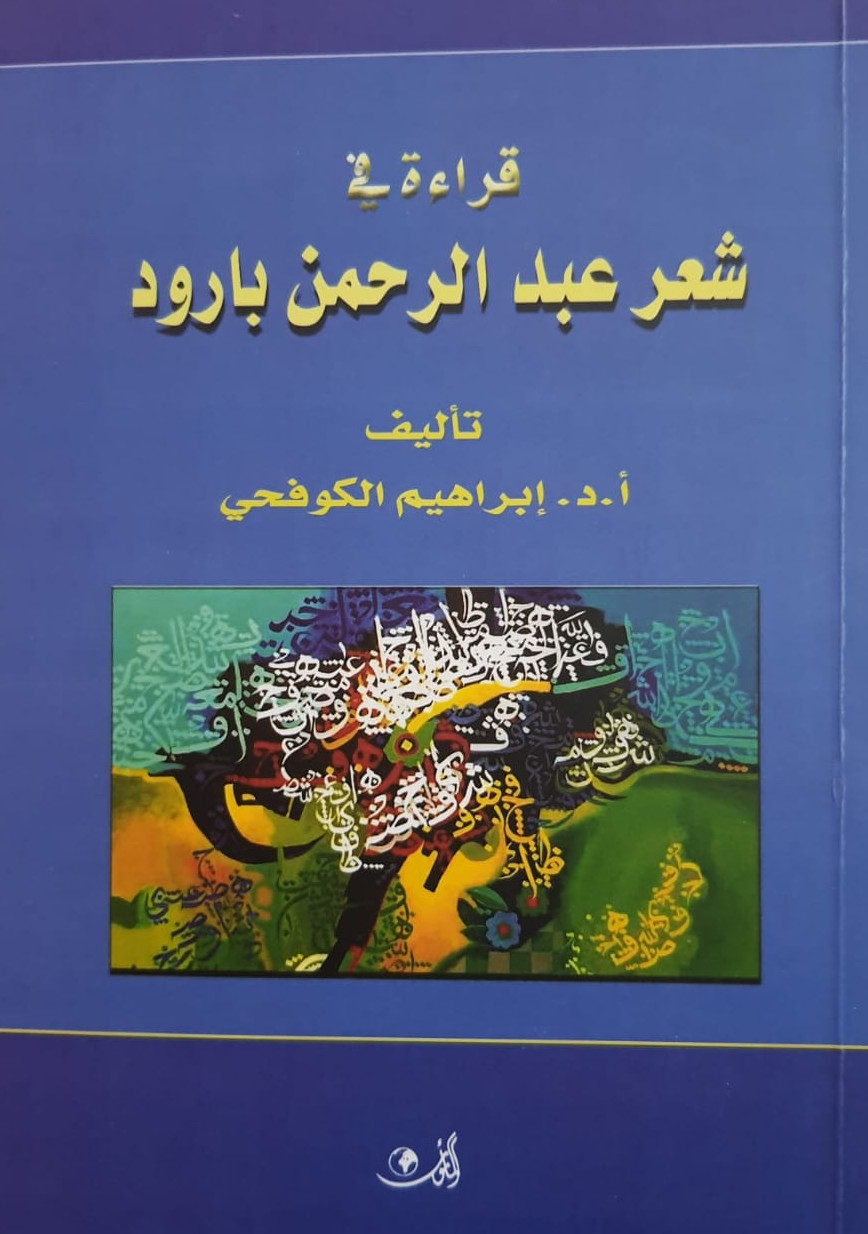
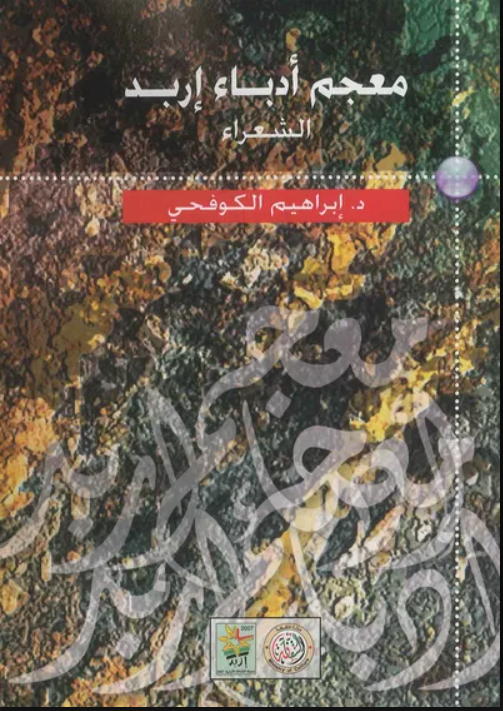
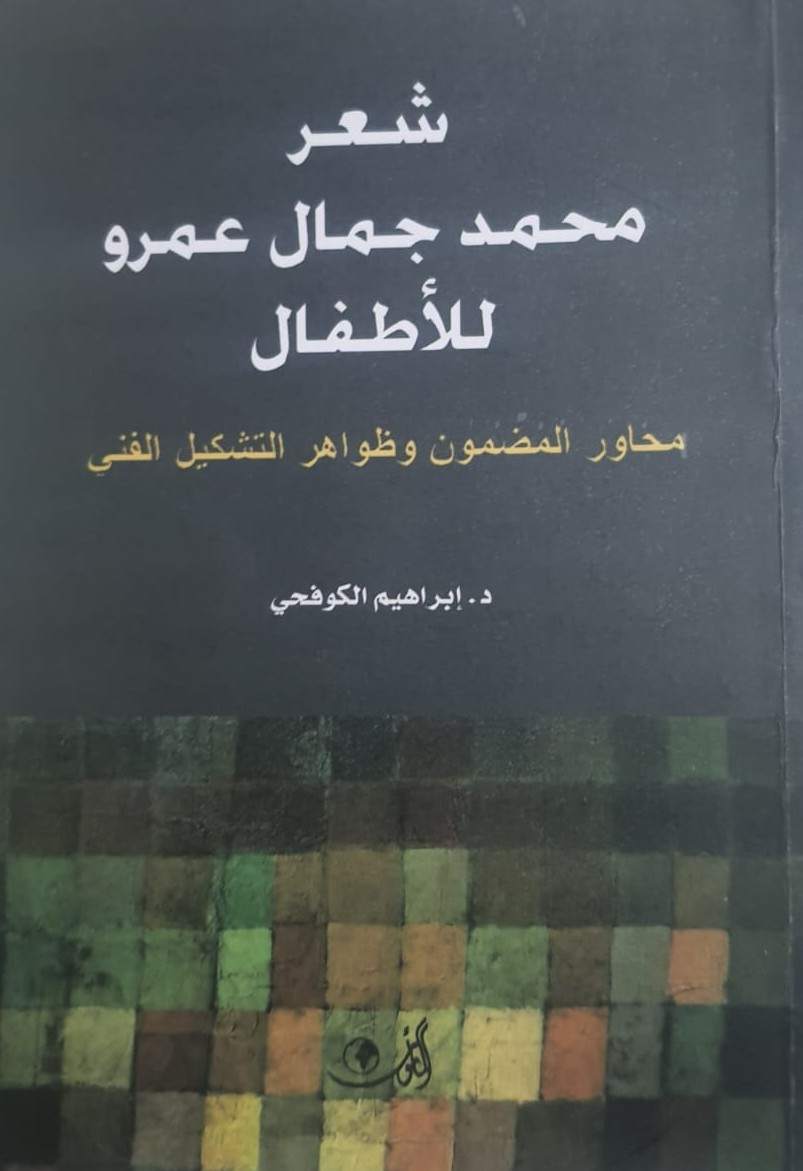
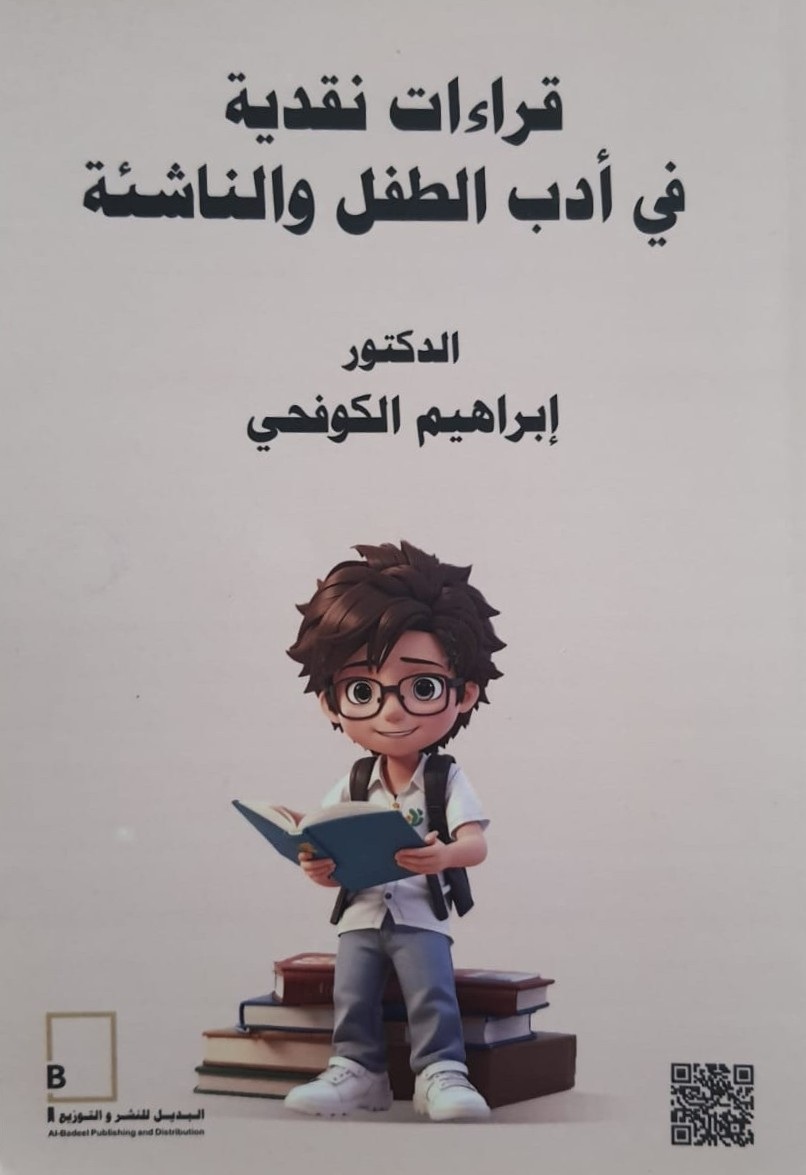
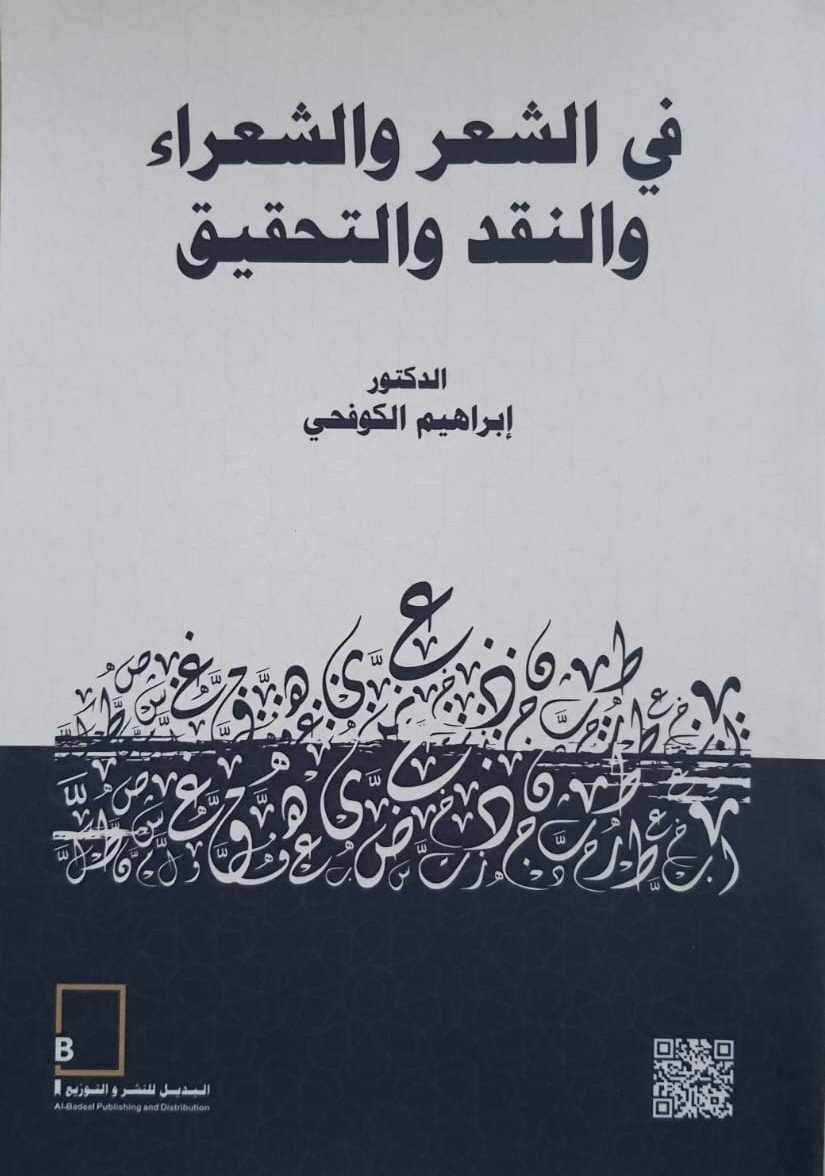

2. الأعمال الشعرية، 2019.

## جوائزه
- فاز بمسابقة التأليف حقل السِّيَر والمذكرات والرحلات، التي نظمتها اللجنة الوطنية العليا لإعلان عمَّان عاصمة الثقافة العربية لعام 2002، عن كتابه "المحدِّث شعيب الأرنؤوط: جوانب من سيرته وجهوده في تحقيق التراث".[7]

## وصلات خارجية
- في موقع أرشيف المجلات

## الملاحظات
1. ↑  تصحَّف اسمه في بعض كتب التراجم إلى (إبراهيم الكومخي) بجعل حرف الفاء ميمًا، وحرف الحاء خاء.